# Guhjasamadźa
Guhjasamadża (tyb.:gSang-'dus rtsa-rgyud, “Wykładnia Zbioru Tajemnic”), sanskrycki termin Tathagataguhyaka, “Tajemnica stanu Tathagaty (tj. Buddy)")) – jest pojęciem związanych z najbardziej znaną i kluczową tantrą wadżrajany, pochodzącą z okresu przekazu tantr Jogi Najwyższej w Indiach i drugim okresie przeniesienia nauk tantr do Tybetu. Według tradycji tantrę tę pierwotnie przekazał sam Budda Siakjamuni hinduskiemu królowi Indrabodhiemu. Guhjasamadża obecnie jest kluczową tantrą praktykowaną w szkołach buddyzmu tybetańskiego kagju, sakja i gelug. Guhjasamadża jest znana, studiowana i praktykowana jako "Król Tantr" ze względu na przejrzystą i dokładną wykładnię teorii, na której opierają się, mniej lub bardziej, pozostałe tantry, np. Wadżrabhajrawa, czy nawet Kalaczakra.

## Literatura
- Jefrey Hopkins, Lati Rinpocze: "Śmierć, stan pośredni i odrodzenie w buddyzmie tybetańskim", Wydawnictwo A, 1999